# Fyfe Dangerfield
Fyfe Antony Dangerfield Hutchins, född 7 juli 1980 i Birmingham i England, är en brittisk musiker och låtskrivare, känd som frontman i indierockgruppen Guillemots.
2007 sjöng han låten "Lovers Dream" med Anna Ternheim på hennes EP Lovers Dream & More Music for Psychotic Lovers. Hans första soloalbum, Fly Yellow Moon, gavs ut 2010.

## Diskografi

### Solo
Studioalbum
- 2010 – Fly Yellow Moon

Singlar
- 2010 – "She Needs Me"
- 2010 – "When You Walk in the Room"
- 2010 – "Faster Than the Setting Sun"
- 2010 – "She's Always a Woman" (UK #7)
- 2010 – "Barricades"